# Liste der vietnamesischen Botschafter in Osttimor

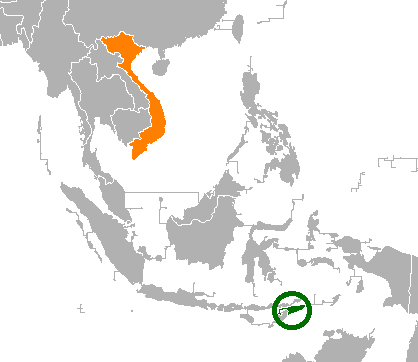
Osttimor (grün) und Vietnam (orange)

Diese Liste führt die vietnamesischen Botschafter in  Osttimor auf. Die Botschaft befindet sich im indonesischen Jakarta.

## Hintergrund
| Name            | Amtszeit  | Anmerkungen                                                  |
| --------------- | --------- | ------------------------------------------------------------ |
| Hoàng Anh Tuấn  | 2015–2018 | Ernennung: September 2015 Akkreditierung: 27. September 2016 |
| Phạm Vinh Quang | 2018–2021 | Ernennung: Juni 2018 Akkreditierung: 28. Februar 2019        |
| Tạ Văn Thông    | seit 2022 | Ernennung: Februar 2022 Akkreditierung: 24. Oktober 2022     |